# 대한민국 민법 제176조
대한민국 민법 제176조는 압류, 가압류, 가처분과 시효중단에 대한 민법총칙 조문이다.

## 조문
제176조(압류, 가압류, 가처분과 시효중단) 압류, 가압류 및 가처분은 시효의 이익을 받은 자에 대하여 하지 아니한 때에는 이를 그에게 통지한 후가 아니면 시효중단의 효력이 없다.

第176條(押留, 假押留, 假處分과 時效中斷) 押留, 假押留 및 假處分은 時效의 利益을 받은 者에 對하여 하지 아니한 때에는 이를 그에게 通知한 後가 아니면 時效中斷의 效力이 없다.

## 같이 보기
- 대한민국 민법 제170조
- 시효이익